# Южный улит
Южный улит (Prosobonia parvirostris) — находящийся под угрозой исчезновения вид из большого семейства куликов бекасовые (Scolopacidae),  эндемик островов Туамоту во Французской Полинезии. Иногда его относят к монотипическому роду Aechmorhynchus. Местное имя, по-видимому, на языке Туамоту — «киви-киви».

## Описание
Длина тела южного улита 15,5–16,5 см — это небольшая короткокрылая коричневатая пёстрая птица с более или менее поперечно исчерченным брюшком и грудью. Его короткий острый клюв больше похож на  клюв у насекомоядных воробьиных, чем на клюв куликов. В популяциях этого вида сосуществуют две цветовые морфы, которые взаимодействуют друг с другом. Бледные птицы  светло коричневые сверху и белый снизу, со светлой полосой или пятнами на груди и беловатыми пестринами на голове. Широкая "бровь" и подбородок также белые. Рулевые перья  коричневые, с белыми кончиками и белыми треугольными отметинами на внешних опахалах. Птицы темной морфы  темно-коричневые, а белые части оперенья светлой морфы у них  светло-палевые или рыжевато-коричневато-белые. Бока коричневые, и вся нижняя сторона тела покрыта поперечной исчерченностью коричневого цвета.
Радужина коричневая, клюв черноватый, цевка и ступни от грязно-желтого до темно-оливково-серого цвета; пальцы не имеют перепонок.
Самки и самцы похожи, первые в среднем немного крупнее и бледнее.

## Распространение
Этот вид был зарегистрирован в настоящее время на следующих атоллах (перечислены с северо-запада на юго-восток):
- о-ва Рангироа, Ниау, Кауэхи и Факарава в архипелаге острова Паллисер.
- о-ва Рарака, Катиу, Таханеа, Туанаке, Хити и Южный Тепото (Офити) в архипелаге Острова Раевского,
- о. Пука-Пука из островов Разочарования,
- о. Ануанураро в архипелаге  Дьюк-оф-Глостер,
- о-ва Нукутаваке и Пинаки между архипелагом Раевского и островами Актеон,
- о-ва Тенараро, Ваханга, Тенарунга, Матуреивавао, Марутеа и Мария на островах Актеон (или вблизи них),
- о. Моране, к югу от группы Актеона и
- о-ва Макароа, Камака и Мануи в архипелаге  Гамбье.

## Экология и поведение
Эта птица обитает на незатронутых человеком атоллах, там она кормится на открытых пространствах, включая берега, пляжи и заросли кустарников; реже встречается в зарослях Pandanus. Она питается насекомыми, такими как муравьи, цикадки и осы в коралловых камнях и в опавших листьях, а также поедает в небольшом количестве растительные объекты.
Крик представляет собой тихий, высокий свист или трубку, транскрибируемый как «meh» Экспедицией Уитни в Южные моря.
Этот вид размножается в разное время года на разных островах, обычно с апреля по июнь. Гнезда располагаются на берегу лагуны и представляют собой не что иное, как небольшую чашу на коралловом или ракушечном пляже, выстланную стеблями травы или подобными растительными материалами. Считается, что кладка состоит из двух яиц белого цвета с фиолетовыми и сиреневыми пятнами, похожими на уменьшенную версию яиц длиннохвостого песочника (Bartramia longicauda). Одна кладка, состоящая из двух яиц, находится в коллекции Американского музея естественной истории (экземпляр AMNH 5299).

## Статус
Южный улит находится под угрозой исчезновения из-за возможного завоза на острова крыс и разрушения среды обитания, вызванном расширением площадей занятых плантациями кокосовой пальмы. Вид внесен в список МСОП находящихся под угрозой исчезновения. Хотя исторически он имел гораздо более широкий ареал, сейчас он обитает на небольшом числе островов, свободных от крыс, а именно Ануанураро, Тенараро, Моран и еще на одном атолле. Птицы  иногда встречаются как неразмножающиеся визитёры на других близлежащих островах, особенно в группе Актеон.
Статус данного вида в Красном списке МСОП «Находящийся под угрозой исчезновения B1a+b (ii, iii, iv, v); Уязвимый C2a(i), D1» означает, что, по оценкам экспертов МСОП, от 250 до 1000 взрослых птиц встречаются менее чем в шести географических пунктах, при наличии тенденции к снижению численности. Никаких мер по охране вида не принято, хотя предлагаются программа по его защите. К этим мерам относятся относятся предоставление полной охраны тем атоллам, где вид ещё размножается, и предотвращение дальнейшего распространения крыс.

## Систематика
Исторически этот вид также встречался на острове Киритимати (о. Рождества) в Кирибати (типовое местонахождение) и, возможно, других. Джон Лейтем в своем «General Synopsis of Birds» (Общем обзоре птиц)  назвал эту птицу «Полосатым плавунчиком», основываясь на экземпляре с о. Киритимати, собранном во время последнего путешествия капитана Кук, вероятно, 1 или 2 января 1778 года. Этот экземпляр находился в коллекции Джозефа Бэнкса во времена Лейтема, но позже был потерян. Во время путешествия Кука эту птицу наблюдал Уильям Андерсон, а художник Уильям Эллис нарисовал её.
Описание Лейтема послужило основой для описания Гмелиным,  которое было действительным согласно правилам зоологической номенклатуры. Птицы Туамоту привлекли внимание науки только во время Исследовательской экспедиции США, которая собрала пять экземпляров в конце августа 1839 года. Тициан Пил описал их как новый для науки вид «parvirostris» на основании предполагаемых различий с описанием Лейтема. Действительность этой формы вызывает сомнение; некоторые считали их отдельными видами, тогда как в последнее время обычно подчеркивают, что данные слишком скудны, чтобы считать обе формы хорошими видами.
Однако вполне вероятно, что (учитывая оседлость этого вида) популяции, удаленные друг от друга примерно на 2000 миль, составят, как минимум, отдельные подвиды. В этом случае подвид Туамоту будет называться Prosobonia cancellata parvirostris, а популяция Кирибати будет номинативный подвид, P. c. cancellata («кулик Киритимати»). Популяция Киритимати вымерла где-то в первой половине XIX века или, возможно, позже из-за завезенных хищников. Это могли быть чёрные крысы (Rattus rattus); хотя они присутствуют в фауне Киритимати лишь относительно недолго и, возможно, были завезены только в XX веке, более вероятными виновниками исчезновения этих куликов могли быть одичавшие кошки, которые начали наводнять остров в XIX веке.